# Историја Барселоне
Историја Барселоне дуга је преко 4000 године и досеже све до периода неолита. Први људски остаци на овом подручју датирају из 2500. године пре нове ере, а сматра се да су прва насеља постојала између 2000. и 1500. године пре нове ере.
Барселона је данас град од 1 620 343 становника, други је највећи град у Шпанији и главни град аутономне заједнице Каталоније.

## Оснивање града
Према неким списима,  веку пре нове ере постојала су два насељена места у овој зони. Прво се налазило на Таберовом брежуљку (кат. Mont Tàber) и његово име није познато, мада су га историчари називали Барсило, Барсином или Баркено, одакле можда и потиче назив Барселона. Друго је било на месту данашње планине Монжуик (кат. Montjuïc), које су насељавали Лајетанци и које се звало Лаје.
Након тога, Римљани су стигли на подручје Монжуика, где су направили тврђаву. За време владавине римског цара Аугуста, заузели су трг Светог Ђаумеа (кат. Plaça de Sant Jaume), који је представљао средиште града. Град су назвали Колонија Јулија Августа Фавентија Патерна Барсино.
Француско-немачке трупе су уништиле град у 3. веку, те када је обновљен, град је утврђен зидом који је био дугачак више од 100.000 квадратних метара, што сведочи о његовој важности.

## Визиготи и Мавари
Године 415. Визиготи су заузели град, који је био под њиховом влашћу 3 века, све док Мавари нису дошли на Иберијско полуострво 711. године и заузели Барселону између 717. и 718. године. Мавари су били у Барселони цео један век.

## Грофовија Барселона
Луј I Побожни, син и вазал Карла Великог, освојио је 801. године Барселону, која је постала део Хиспанске марке. Године 803. именован је први гроф Барселоне, Бера (кат. Berà). Током овог периода, грофовија је претрпела многе Маварске упаде, док је 852. нису разрушили. Вилфред I Длакави постао је гроф Барселоне 878. године. Захваљујући њему, Барселона постаје најутицајнија од свих каталонских кнежевина. Године 985. догодио се још један маварски упад у грофовију, који је значајно уништио Барселону. Гроф Борељ тражио је помоћ од франачког цара, али помоћ није стигла. Борељ, незадовољан тим исходом, одлучује да не обнови споразум о вазалству са Францима. На овај начин гроф Борељ се прогласио војводом и маркизом и тако је Барселона стекла независност.

## Арагонска круна
Године 1137. Рамон Беренгер IV (кат. Ramon Berenguer IV) жени се Петронељом, ћерком Рамира II Арагонског и на тај начин се Грофовија Барселона и Краљевина Арагон уједињују и долази до стварања Арагонске круне.
Уједињење са Краљевством Арагоније допринело је ширењу Грофовије Барселоне по целој Каталонији, што значи да је Барселона постала ново политичко и економско седиште Арагонске круне. У наредном периоду Барселона ће се обогатити и постати најснажнија сила Медитерана након освајања територија Балеарских острва, краљевина Валенсије и Силицилије, војводина Атине и Неопатрије, Сардиније, Напуљског царства, као и оснивања конзулата у главним приморским градовима Европе, Северне Африке и Мале Азије. У овом периоду, тачније 1333. године, дошло је до велике епидемије куге, када је број становника знатно смањен.
Године 1401. основана је прва јавна банка у Барселони. Ипак, у XV веку, дошло је до велике економске кризе, поред узастопних епидемија куге, као и грађанских ратова. Браком Фернанда II и Изабеле Католичке долази до јачања Кастиље, а Барселона тада губи своју моћ.

## Период од 15. до 19. века
Лош период за Барселону трајао је све до 18. века. У том периоду, град је претрпео ратове и многе покушаје Кастиље да потчини Барселону. Након Рата за шпанско наслеђе, Каталонија ће припасти династији Бурбона. Овај рат донео је Барселони губитак слободе и политичке аутономије, затварање универзитета, подвргавање кастиљанским законима, и забрану употребе каталонског језика. 
У 18. веку град почиње полако да се опоравља. Најпре долази до демографског пораста, па 1791. године број становника износи око 125.000. Почетком 19. века почиње да цвета индустрија, најпре текстилна, као и трговина, што доводи до повећања броја становника. Долази до велике економске снаге и урбанизације, па се тако отвара прва железница 1848. године, 1854. се руше зидине које су ометале развој града, а крајем века су изграђене велике авеније, као Лас Рамблас (кат. Les Rambles) и изграђене су бројне грађевине.
Међутим, 19. век није био толико спокојан, будући да су се одиграле бројне буне, устанци, али и први генерални штрајк 1854. године, устанак радника, бројни штрајкови, сукоби и немири Прве републике. Године 1888. Барселона је била први пут домаћин Светској изложби. Крајем 19. века долази и до развоја спорта, па се тако у том периоду оснива и ФК Барселона (кат. FC Barcelona) 1899. године. Тада почиње и градња разних грађевина и коначно, почетком 20. века, почиње изградња метроа. 

## Двадесети век
Крајем 19. и почетком 20. века, Барселона је била град у којем се јавио снажан модернистички покрет. Сликари, дизајнери и архитекте остављају неизбрисив траг који је заувек обележио Барселону и дао јој изглед по којем је и данас препознатљива
На лето 1909. године Барселона је претрпела тзв. Трагичну седмицу (кат. Setmana Tràgica), а окидач за ове догађаје био је начин регрутације трупа за рат у Мароку. Након овог периода уследиле су две деценије великог просперитета.
Године 1914. настаје Манкомунитат Каталоније (кат. La Mancomunitat de Catalunya), каталонска институција коју је основао вођа Каталонске регионалне лиге (кат. La Lliga Regionalista), Енрик Прат де ла Риба (кат. Enric Prat de la Riba i Sarrà), са циљем груписања четири покрајинске управе Каталоније.
Избијање Првог светског рата и снабдевање зараћених сила обогатило је буржоазију још више, али крај рата је изазвао велику економску кризу. Године 1923. Барселона је доживела државни удар генерала Примо де Ривера (кат. Miguel Primo de Rivera), а овај период обележио је економски развој, те је дошло до друге Светске изложбе у Барселони 1929. године.
Проглашењем Друге шпанске републике, Барселона је повратила Ђенералитат (кат. Generalitat) и проглашен је Статут аутономије 1932. године.
Током Шпанског грађанског рата, Барселона је претрпела бомбардовање које је имало велике последице по град. Уследила је Франкова диктатура која је поново довела до укидања самоуправе и забране каталонског језика. Ипак, почетком шездесетих година дошло је до спектакуларног економског развоја. Када је успостављена демократија, Каталонија поново враћа Ђенералитат и аутономну престоницу Каталоније.
Шпанија улази у Европску унију и захваљујући великом економском развоју, у Барселони се 1992. организују Олимпијске игре. Овај догађај привукао је велики број туриста, а Барселона је мало по мало постала једна од водећих туристичких дестинација у свету.
Барселона је данас космополитска престоница и има велики туристички значај. Остаци римске културе, средњовековни град, архитектура каталонског модернизма, карактеристична урбанистичка подела на блокове само су неки елементи Барселоне који привлаче велики број туриста. Барселона је данас једна од најважнијих европских и светских престоница.